# Laurens Vanthoor
Laurens Vanthoor (Hasselt, 8 de mayo de 1991) es un piloto de automovilismo de velocidad belga. Destacado en carreras de gran turismos, fue campeón de los campeonatos de FIA GT Series 2013, Blancpain GT Series 2014, Blanc Pain Endurance Series 2014, y Intercontinental GT Challenge 2016. Además, ha logrado la Copa Mundial de GT de la FIA (Macao) en 2016, y la victoria absoluta en las 24 Horas de Nürburgring 2015, 24 Horas de Spa 2014, y 24 Horas de Daytona de 2025.

## Carrera

### Inicios
Vanthoor inició su carrera en 2002 con el karting, siendo campeón en Francia y Bélgica en el clase ICA-J en 2005. Dio el salto a las fórmulas promocionales en 2008, al disputar la Fórmula 3 Alemana, logrando dos triunfos y 9 podios para terminar cuarto. En 2009, acumuló 11 victorias y cuatro segundos lugares en 18 fechas para lograr el título de la categoría. Pasó a la Fórmula 3 Euroseries, donde resultó sexto en 2010 y 2011, acumulando nueve podios. En esos años disputó el Gran Premio de Macao de la Fórmula 3, en la que logró ser segundo en 2010 y sexto en 2008.

### Gran turismos y Audi
Vanthoor hIzo la transición a los gran turismos en 2012, siendo piloto oficial de Audi. Con un Audi R8 de WRT, disputó el Campeonato FIA GT1, donde terminó séptimo con tres victorias, y la Blancpain Endurance Series resultó 12º.
En 2013, Vanthoor junto con Stéphane Ortelli, se consagró campeón de la FIA GT Series, con tres victorias y nueve podios. Al año siguiente, el piloto belga logró dos victorias en la Blancpain Endurance Series para ganar el título, mientras que resultó quinto en la Blancpain Sprint Series con cinco victorias. Por ende, resultó campeón de la Blancpain GT Series.
En 2015, Vanthoor logró cinco victorias y un segundo lugar en la Blancpain Sprint Series, pero no completó la temporada debido a que lesionó en un fuerte accidente en Misano, lo que lo dejó cuarto en el campeonato. En tanto, que en la Blancpain Endurance Series, resultó 14º en la clase Pro con dos segundos lugares. De esta forma, con la combinación de resultados, terminó tercero en la Blancpain GT Series. También resultó ganador de las 24 Horas de Nürburgring, junto con Nico Müller, Edward Sandström y Christopher Mies.
En 2016, terminó séptimo en la Blancpain Sprint Series con una victoria, en tanto que en la Blancpain Endurance Series, acabó 13º con tres podios. De este modo, quedó cuarto en la Blancpain GT Series. Además participó del Intercontinental GT Challenge, donde resultó tercero en las 12 Horas de Bathurst, segundo en las 24 Horas de Spa, y primero en las 12 Horas de Sepang, siendo el campeón de la categoría.
También participó de la Copa Mundial de GT de la FIA en Macao, en donde ganó la carrera clasificatoria y la carrera principal, ayudando a que la marca Audi lograra el título de marcas. En la carrera principal, después de ser superado en la lucha por el liderato por Earl Bamber, en el intento por recuperar la posición, salió volando por los aires y luego quedó boca abajo su automóvil. El piloto salió ileso y el incidente obligó a que la carrera se detuviera bajo bandera roja; no obstante, la carrera no se reanudó y se tomaron los resultados de la vuelta anterior a la bandera roja, por lo cual se declaró ganador a Vanthoor, debido a que el piloto belga era el líder en ese momento.
En 2017 debutó en IMSA WeatherTech SportsCar Championship (GTLM), categoría en la que se ha mantenido hasta 2020. En su primera temporada logró varios podios. en la siguiente ganó por primera vez, y en 2019 ganó el título de la categoría. Fuera de IMSA, compitió en Intercontinental GT Challenge, Blancpain y WEC. Ganó en la categoría LMGTE Pro en las 24 Horas de Le Mans 2018, junto a Michael Christensen y Kévin Estre.

### Otras competencias
En 2015, resultó octavo en la carrera de invitados del Stock Car Brasil junto a Valdeno Brito al volante de un Chevrolet Sonic. También disputó la ronda doble en Curitiba. Al año siguiente, volvió a participar en la carrera de invitados del Stock Car Brasil, resultando quinto, acompañando a Ricardo Zonta al volante de un Chevrolet Sonic.
También participó de las 24 Horas de Le Mans de 2015 y 2016 en la clase LMP2. Con un Ligier-Honda de OAK, terminó retirándose en 2015 y con un Ligier-Honda de Michael Shank terminó noveno en la clase y 14º en la general.
Además, el piloto belga participó de la fecha en Spa-Franchorchamps de la European Le Mans Series 2016, en la que resultó segundo con un Ligier-Judd de WRT.

## Resultados

### Campeonato Mundial de Resistencia de la FIA
(Clave) (negrita indica pole position) (cursiva indica vuelta rápida)

| Año     | Escudería       | Clase     | Automóvil           | 1   | 2   | 3   | 4   | 5   | 6   | 7   | 8   | Pos. | Puntos | Ref.  |
| ------- | --------------- | --------- | ------------------- | --- | --- | --- | --- | --- | --- | --- | --- | ---- | ------ | ----- |
| 2015    | OAK Racing      | LMP2      | Ligier JS P2-Nissan | SIL | SPA | LMS | NÜR | COA | FUJ | SHA | BHR | NC   | 0      | [ 2 ] |
| 2015    | OAK Racing      | LMP2      | Ligier JS P2-Nissan | Ret |     |     |     |     |     |     |     | NC   | 0      | [ 2 ] |
| 2018-19 | Porsche GT Team | LMGTE Pro | Porsche 911 RSR     | SPA | LMS | SIL | FUJ | SHA | SEB | SPA | LMS | 13.º | 53     | [ 3 ] |
| 2018-19 | Porsche GT Team | LMGTE Pro | Porsche 911 RSR     |     | 1   |     |     |     |     |     | 5   | 13.º | 53     | [ 3 ] |

### Deutsche Tourenwagen Masters
(Clave) (negrita indica pole position) (cursiva indica vuelta rápida)

| Año  | Equipo          | Automóvil         | 1       | 2       | 3       | 4       | 5        | 6         | 7       | 8        | 9         | 10       | 11        | 12       | 13        | 14       | 15    | 16    | Pos. | Puntos |
| ---- | --------------- | ----------------- | ------- | ------- | ------- | ------- | -------- | --------- | ------- | -------- | --------- | -------- | --------- | -------- | --------- | -------- | ----- | ----- | ---- | ------ |
| 2022 | SSR Performance | Porsche 911 GT3 R | ALG 1 8 | ALG 2 7 | LAU 1 7 | LAU 2 9 | IMO 1 13 | IMO 2 Ret | NOR 1 4 | NOR 2 16 | NÜR 1 Ret | NÜR 2 11 | SPA 1 Ret | SPA 2 12 | RBR 1 Ret | RBR 2 17 | HOC 1 | HOC 2 | 18.º | 30     |